# Porumbești
Porumbești is een Roemeense gemeente in het district Satu Mare.
Porumbești telt 2573 inwoners.